# Esfodrias
Esfodrias (griego antiguo Σφοδρίας, Sphodrias) fue un general espartano del periodo de la historia griega conocido como hegemonía espartana. En el 379 a. C., estaba al mando como harmosta de una guarnición en la ciudad de Tespias (Beocia) ocupada por Esparta. El rey espartano, Cleómbroto I le ordenó reclutar un ejército mercenario.
Sobornado por los tebanos, que temían verse solos en su lucha contra Esparta y por ello querían enemistarla con Atenas, intentó marchar por la noche para capturar El Pireo, el puerto de esta ciudad. Calculó mal la longitud de la marcha de modo que, a la puesta de sol, él y su ejército fueron descubiertos cuando todavía quedaban unas millas hasta El Pireo. Inició la retirada y regresó a Beocia.
Los atenienses, furiosos por la acción de Esfodrias, capturaron a varios emisarios espartanos que en ese momento se encontraban en Atenas, y solo los liberaron cuando los espartanos prometieron que Esfodrias sería ejecutado. Sin embargo Cleónimo, hijo de Esfodrias, era el erómeno de Arquidamo, hijo del rey espartano Agesilao. Entonces Agesilao usó su influencia para conseguir la inesperada absolución de Esfodrias. Agesilao se lo justificó a sí mismo diciendo que «es algo duro dar la muerte a un chico, un joven que siempre ha actuado bien y honorablemente, para Esparta que ha necesitado de tales soldados».
Esto enfureció mucho más a los atenienses y formaron una alianza con Tebas, un amargo enemigo de Esparta en aquel momento. Junto con Fébidas, que había capturado Tebas varios años antes, Esfodrias se convirtió en la representación de una política de exterior espartana que provocó el distanciamiento de otros estados a lo largo de toda Grecia.
Murió en la Batalla de Leuctra (371 a. C.)